# Тулебля (река)
Ту́лебля — река в Старорусском районе Новгородской области России.
Исток находится в 1 км южнее деревни Алёксино Старорусского района. Впадает с юга в Тулебельский залив озера Ильмень, который находится в районе деревни Чертицко, западней дельты Ловати. Последние три километра русло Тулебли представляет собой неширокий лиман, ширина около устья — 130 м, глубина — 3 м. Длина реки — 43 км, площадь водосборного бассейна — 178 км². Высота истока — 54 м над уровнем моря. Высота устья — 18,1 м над уровнем моря.
В 14 км от устья слева в Тулеблю впадает Кольчища, в 7,5 км от устья слева впадает Крекша.
Река протекает через западную оконечность Старой Руссы, а также деревни Алёксино, Тулебля, Заболотье. Русло Тулебли трижды пересекается железнодорожной веткой Старая Русса — Дно и один раз автомобильной дорогой областного значения Р51 Шимск — Старая Русса.
К северо-западу от места слияния рек Тулебли и Крекши находится дубовая роща — особо охраняемая природная территория, памятник природы регионального значения.
В ордынской переписи земли Новгородской от 1259 года упоминается «Волок Татарский» в районе реки и сама река Тулебля.